# Sigmoria australis
Sigmoria australis är en mångfotingart som beskrevs av Shelley 1986. Sigmoria australis ingår i släktet Sigmoria och familjen Xystodesmidae. Inga underarter finns listade i Catalogue of Life.